# Alexander Ahndoril
Alexander Ahndoril, rodným příjmením Gustafsson (* 20. ledna 1967 Upplands Väsby) je švédský spisovatel a dramatik, autor románů a divadelních her. Jeho nejprodávanějším titulem se stal biografický román Regissören (Režisér) z roku 2006 o filmovém tvůrci Ingmaru Bergmanovi. Za tento počin mu britský deník The Independent udělil roku 2009 ocenění Foreign Fiction Prize.

## Život
Alexander Ahndoril se narodil 20. ledna 1967 v Upplands Väsby ve Švédsku. Vystudoval obory dějiny náboženství a filmová věda. Když mu bylo 22 let, tedy v roce 1989, napsal román Den äkta kvinnan. V roce 1993 napsal svoji první divadelní hru pod názvem Irra. V roce 1996 se oženil s Alexandrou Coelho Ahndorilovou (narozena 1966), se kterou má tři dcery. Toto duo později začalo psát knihy pod jedním pseudonymem Lars Kepler. Jejich první vydaná kniha nesla název Hypnotisören, volně přeloženo jako Hypnotizér. Tento román se stal bestsellerem, byl přeložen do 38 jazyků a později byl i zfilmován. V současné době žije Alexander trvale ve Stockholmu, hlavním městě Švédska a vlastní letní sídlo na západním pobřeží této země.

## Dílo

### Knižní tvorba
- Den äkta kvinnan. 1989
- Om hjärtat är vidrigt. 1991
- En människas tal. 1992
- Den magiska disciplinen. 1993
- Jaromir. 1995
- Thaiboxaren. 1998
- Lustresa. 2004
- Regissören. 2006 (román o Ingmaru Bergmanovi)
- Hypnotisören. 2009 (spoluautorka Alexandra Coelho Ahndorilová; Lars Kepler)
- Diplomaten. 2009 (román o Hansi Blixovi)
- Paganinikontraktet. 2010 (spoluautorka Alexandra Coelho Ahndorilová; Lars Kepler)
- Eldvittnet. 2011 (spoluautorka Alexandra Coelho Ahndorilová; Lars Kepler)
- Sandmannen. 2012 (spoluautorka Alexandra Coelho Ahndorilová; Lars Kepler)

#### Vydání v češtině
Alexander Ahndoril
- Režisér. Praha : Nakladatelství Lidové noviny, 2010. 1. vyd. ISBN 978-80-7422-017-3, překlad Dagmar Hartlová

Lars Kepler
- Hypnotizér. Brno : Host, 2010. 1. vyd. ISBN 978-80-7294-399-9, překlad Azita Haidarová
- Paganiniho smlouva. Brno : Host, 2011. 1. vyd. ISBN 978-80-7294-512-2, překlad Azita Haidarová
- Svědkyně ohně. Brno : Host, 2012. 1. vyd. ISBN 978-80-7294-812-3, překlad Azita Haidarová
- Písečný muž. Brno : Host, 2013. 1. vyd. ISBN 978-80-7294-855-0, překlad Azita Haidarová
- Lovec králíků. Brno : Host, 2015. 1. vyd. ISBN 978-80-7577-060-8, překlad Azita Haidarová
- Stalker. Brno : Host, 2015. 1 .vyd ISBN 978-80-7491-437-9,  překlad Azita Haidarová
- Lovec Králíků. Brno : Host, 2017. 1. vyd  ISBN 978-80-7577-060-8, překlad Karolína Kloučková
- Lazar. Brno : Host, 2018. 1. vyd ISBN 978-80-7577-782-9, překlad Karolína Kloučková
- Zrcadlový muž. Brno : Host, 2020. 1. vyd ISBN 978-80-275-0400-8, překlad Karolína Kloučková
- Pavouk. Brno : Host, 2022, 1. vyd ISBN 978-80-275-1376-5, překlad Karolína Kloučková
- Náměsíčník. Brno : Host, 2024, 1. vyd ISBN 978-80-275-2268-2, překlad Karolína Kloučková

Julie Starková
- Až najdu klíč. Brno : Host, 2023. 1. vyd. ISBN 978-80-275-1818-0, překlad Karolína Kloučková
- Zavřu oči v modlitbě. Brno : Host, 2024. 1. vyd. ISBN 978-80-275-2060-2, překlad Karolína Kloučková

### Výběr dramatické tvorby
- Irra, 1993
- Demonverket, 1994
- Fallet Orvar, 1995
- Horan i Konstantinopel, 2002
- Nya Maratondansen, 2003
- Pappas hjärta, 2003
- När Josefin försvann, 2003
- Hissar, 2003
- Turister, 2004
- Glas i regn, 2006
- Smekningen, 2006
- Socialistisk tävlan, 2007
- Privat film, 2007
- Konsten att förbli fri, 2008
- Sömnkliniken, 2009